# Camille Rousset
Pour les articles homonymes, voir Rousset.
Ne doit pas être confondu avec Camille Doucet.
Camille Félix Michel Rousset (15 février 1821 à Paris - 19 octobre 1892 à Saint-Gobain) est un historien français.

## Biographie
Agrégé d'histoire, il enseigna à Grenoble avant de devenir historiographe au ministère de la Guerre. Il est recruté par Émile Boutmy pour enseigner l'histoire des institutions militaires à l'École libre des sciences politiques.
Il est élu membre de l'Académie française en 1871.

## Distinctions
- Commandeur de la Légion d'honneur

## Principaux ouvrages
- Précis d'histoire de la Révolution et de l'Empire (1849)
- Histoire de Louvois (4 vol.) (1861-63)
- Correspondance de Louis XV et du maréchal de Noailles (2 vol.) (1865)
- Le Comte de Gisors (1868)
- Les Volontaires de 1791-1794 (1870)
- La Grande Armée de 1813, Librairie Académique Didier et Cie, Libraires-Éditeurs, Paris (1871)
- Histoire de la guerre de Crimée (1877)
- La Conquête d'Alger (1879)
- Un ministre de la Restauration : le marquis de Clermont-Tonnerre (1883)
- L'Algérie de 1830 à 1840 (2 vol.) (1887)
- La conquête de l'Algérie, 1841 à 1857 (2 vol.) (1889)